# یاح (ملکه)
یاح (انگلیسی: Iah؛ معنای تحت‌اللفظی: ماه؛ زنده و فعال در ۲۰۶۰ پیش از میلاد) یک ملکه همسر در مصر باستان بود که در دوران حکمرانی دودمان یازدهم مصر زندگی می‌کرد. وی دختر فرعون اینتف دوم و مادر فرعون منتوحتپ دوم و ملکه همسر اینتف سوم بود.

## زندگی‌نامه
اطلاعات دقیقی از منشأ و زندگی یاح در دست نیست. او دارای لقب «دختر پادشاه» بود که نشان می‌دهد احتمالاً دختر یکی از فرعون‌ها، شاید اینتف دوم بوده است؛ اگرچه این موضوع قطعی نیست و در حد گمانه‌زنی باقی مانده. نام او اشاره به ایزد ماه در مصر باستان به نام «یاح» دارد.
یاح با فرعون اینتف سوم ازدواج کرده بود، هرچند که عنوان رسمی «همسر شاه» برای او به ثبت نرسیده است. فرزندان آن‌ها عبارت بودند از: فرعون منتوحتپ دوم (۲۰۴۶ تا ۱۹۹۵ پیش از میلاد) و ملکه نفرو دوم
از آنجا که یاح مادر هر دوی این افراد بود، در نتیجه هم مادربزرگ مادری و هم مادربزرگ پدری فرعون منتوحتپ سوم به‌شمار می‌آمد.
یاح در یک نقش‌برجسته سنگی در منطقهٔ «شطّ الرّیگال» دیده می‌شود که در آن پشت سر منتوحتپ دوم ایستاده است. در جلوی آن‌ها «پدر خدای محبوب، پسر رع، اینتف» و «ختم‌دار سلطنتی و خزانه‌دار، خِتی» نقش شده‌اند. همچنین او در آرامگاه دخترش نفرو دوم (تی‌تی۳۱۹) نیز حضور دارد. نامش در قطعات باقی‌مانده از نقوش برجسته این آرامگاه و نیز در تابوت‌های مدل (مدل‌های چوبی تدفینی) آمده که در آن‌ها نوشته شده: «نفرُو، زادهٔ یاح».
القاب او عبارتند از مادر محبوب پادشاه، کاهنه حاثور و دختر پادشاه.